# 西上作戦

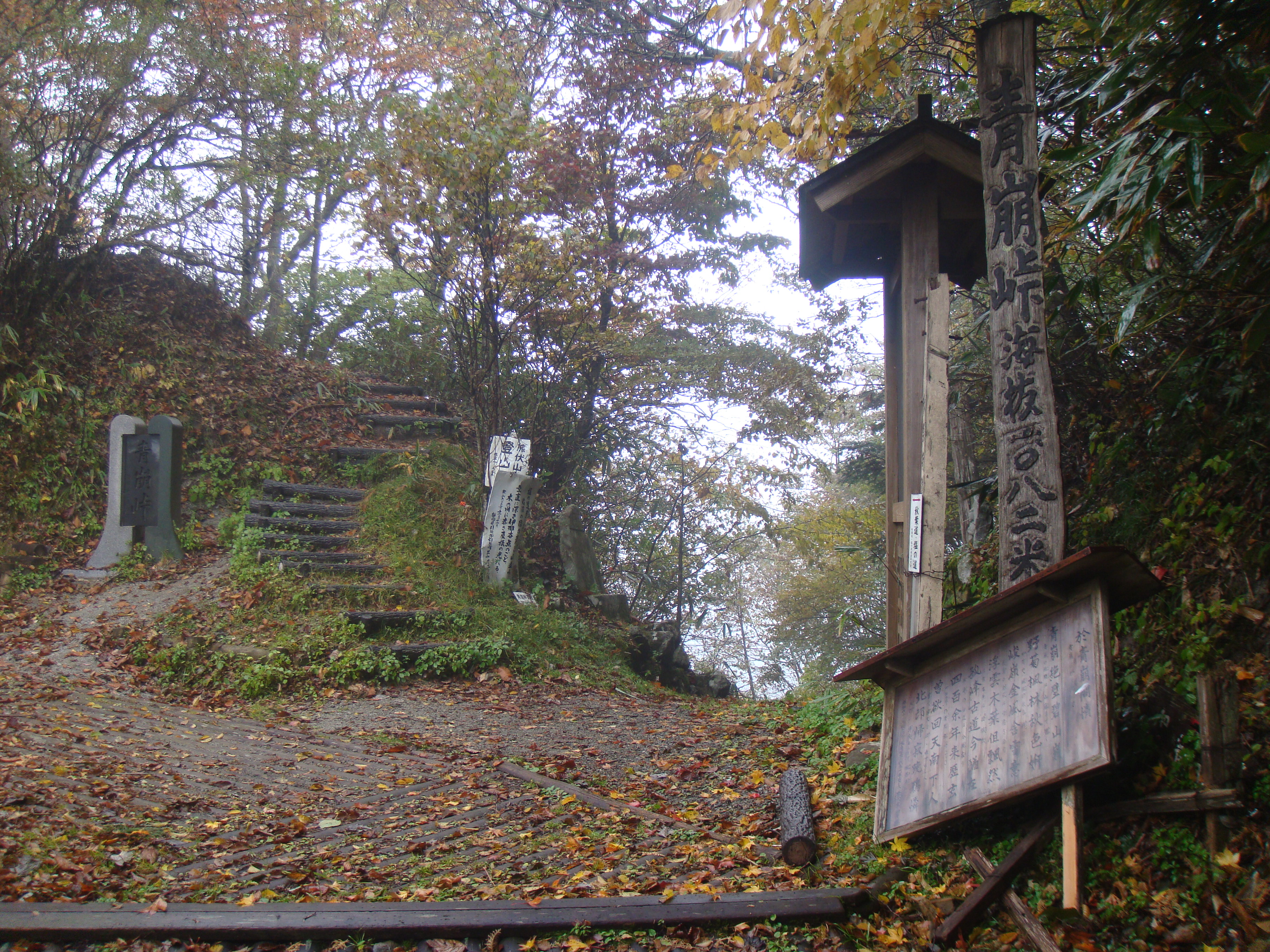
青崩峠。手前側が遠江国（現在の静岡県）、奥が信濃国（現在の長野県）であり、武田軍はここを越えて徳川方へ攻め入った（兵越峠の説あり）

西上作戦（せいじょうさくせん）とは、元亀3年（1572年）9月から元亀4年（1573年）4月にかけて行なわれた甲斐武田氏による遠征。

## 背景

### 戦国期の甲斐・尾張関係と畿内情勢
武田信玄は戦国期に天文10年代から信濃侵攻を行い、駿河の今川氏・相模の北条氏と三国同盟を結んで南信一帯を押さえて東濃の一部地域にまで勢力を広げ、また越後国の上杉謙信と対決し北信一帯まで領国を拡大した。一方で尾張国の織田信長は永禄年間までには尾張を統一し、永禄3年（1560年）には桶狭間の戦いにおいて駿河の今川義元を討ち取り、美濃への侵攻を行っていた。武田氏では川中島の戦いを契機に上杉氏との抗争が収束し、駿河では当主交代による領国の動揺で三河の松平元康（徳川家康）が独立し、独自勢力として台頭した。こうした情勢のなかで武田・織田両氏は領国が接しはじめた永禄年間から外交関係が見られ、当初は武田氏では今川氏の当敵である織田氏に対して敵対を示しているが美濃情勢への積極的介入は行わず中立的立場をとっている。視点を美濃国内に移すと、天文10年代に斎藤道三が織田信長に娘の濃姫を嫁がせて同盟を結び、東濃・南信を巡って武田氏と対峙していたが、後を継いだ息子の義龍が父・道三を殺害したことで、斎藤氏と織田氏の同盟が破棄されて両氏は敵対関係になっていた。武田氏からすれば北信における上杉氏との戦いの最中に背後から斎藤氏が南信に進出する事態を回避するためには今川氏のみならず、今川氏と敵対関係にある織田氏との協力も必要とする、という複雑な外交関係が出現することになった。
今川氏の当主交代後も武田と今川は同盟関係を継続しているが徐々に関係は悪化し、永禄8年（1565年）には今川当主氏真妹を室とする武田氏の嫡男義信が謀反により廃嫡される事件が発生している（義信事件）。義信の廃嫡により武田氏の世子は信玄庶子の諏訪勝頼（武田勝頼）となるが、この前後には信長の養女（信長の妹婿・遠山友勝の娘）が勝頼正室に迎えられており、武田・織田間では関係改善が図られている。永禄10年（1567年）に松姫（信松尼・信玄の6女）と織田信忠（信長の嫡男）を婚約させることで同盟を維持していた。
一方、武田・織田両氏と京都権門の関係では、武田氏では越後上杉氏との抗争において将軍義輝からの紛争調停を受けており、永禄年間には本願寺との関係も強めている。一方、織田氏では永禄11年（1568年）9月26日に信長が将軍足利義昭を奉じて上洛を果たし両者は連携しているが、永禄13年（1570年）1月に信長は義昭の将軍権力を制限するため、殿中御掟を義昭に突きつけて強制的に承認させた。これにより信長に不満を抱いた義昭は、信玄をはじめ本願寺顕如・朝倉義景・三好三人衆らに信長討伐を命じる御内書を発しているが、信玄は織田氏との関係上これには応じていない。また、近年の室町幕府や織田政権の研究では、この時期に足利義昭が信長討伐の意思を持っていたかについて疑問が出されている（#研究史）。

### 駿河侵攻と甲斐・尾張関係の変化
永禄11年（1568年）に武田と今川氏は手切となり、武田氏は三河の徳川家康と共同し駿河今川領国への侵攻を開始する（駿河侵攻）。駿河侵攻は武田と相模後北条氏との甲相同盟も破綻させ、後北条氏では越後上杉氏との越相同盟を結び武田領国に圧力を加え、さらに武田は徳川氏とも今川領国割譲をめぐり対立関係となった。武田氏の駿河侵攻に際して、信長は同盟関係にある家康に武田との協定再考をもちかけているが家康は独自勢力として動いており、信玄は信長を通じて将軍足利義昭を介した越後上杉氏との和睦（甲越和与）を行っている。
元亀元年（1570年）4月、信長は朝倉義景の討伐のため越前遠征を行うも妹婿・浅井長政の裏切りにより大敗する（金ヶ崎の戦い）。これを皮切りに、各地の反信長勢力が決起し第一次信長包囲網が形成される。この後、姉川の戦いや野田・福島の戦いが行われるも、まだ信玄に動きは見られなかった。しかし、同年12月、信玄の義理の弟にあたり、信長包囲網の一角も担っていた顕如より援助を要請する書状が送られている（また翌年5月には大和の松永久秀からも同様の書状が送られている）。
元亀2年（1571年）10月の北条氏康の死によって甲相同盟が再締結されたため、武田氏は駿河を確保し、三河徳川領国への侵攻も可能となった。

### 上杉謙信へのけん制
元亀3年（1572年）8月には、上杉謙信を牽制するため、武田信玄は顕如に要請して越中に加賀一向一揆を侵攻させ、越中一向一揆と合流させた（越中一向一揆、尻垂坂の戦い参照）。このときの越中一向一揆は大規模なもので、勝興寺顕栄・瑞泉寺顕秀ら本願寺坊官のほかに椎名康胤ら越中の武将も参加して上杉謙信に敵対した。このため、上杉謙信は一揆の鎮圧に専念することとなり、武田氏領に侵攻する余裕は無かった。
武田信玄は同年10月には浅井氏・朝倉氏に織田信長への牽制を要請し、三河徳川領国への侵攻を開始している。

## 戦役

### 出兵・序盤
元亀元年（1570年）12月28日に秋山虎繁が東美濃の遠山氏の領地を通って、徳川家康の本拠地の三河へ攻め込もうとした。そのため遠山氏と徳川氏の連合軍との間で上村合戦が勃発した。遠山氏は惨敗したが、徳川方として参戦しようとしていた奥三河の山家三方衆は、既に武田氏と内通していたため、殆ど戦わずに各々の城へ退却した。
元亀3年（1572年）9月29日、武田信玄は重臣の山県昌景と秋山虎繁（信友）に3000の兵力を預けて信長の同盟者である徳川家康の領国である三河に侵攻させた。そして10月3日、信玄も2万2000の兵力を率いて甲府から出陣し、10月10日には青崩峠（または兵越峠）から家康の所領・遠江に侵攻を開始した。
三河に侵攻した山県昌景は新たに指揮下に組み込んだ奥三河の国人領主で、“山家三方衆”とも呼ばれる田峯城主・菅沼定忠、作手城主・奥平貞勝、長篠城主・菅沼正貞に道案内（実際には貞勝の代将が奥平貞能、正貞の代将は菅沼満直）をさせて浜松方面へ進軍し、長篠城の南東に位置する鈴木重時の柿本城を攻撃した。柿本城から逃れる重時を逃亡途中で討ち果たした山県勢は、さらに越国。遠江の伊平城を落として11月初旬、二俣城を攻囲していた信玄本隊に合流した（仏坂の戦い）。
一方、東美濃では同年5月に岩村城城主遠山景任が後継ぎが無いまま病いで亡くなったため、景任の未亡人で信長の叔母・おつやの方が実質的に女城主となっていた。岩村遠山氏の後継ぎとして信長は実子の御坊丸（織田勝長、当時3歳）を養子として送り込んでいたが、秋山虎繁に岩村城を包囲されて危機に陥ると、おつやの方は秋山虎繁から婚姻を条件として開城を求められ、それに応じて武田氏の軍門に下り、御坊丸を武田氏に引き渡した。11月14日に信玄は配下の下条信氏を派遣して岩村城を接収した。このことは『三河物語』にも「信玄は上方へ手引きをする者がいたので三河から東美濃へ出ることにした」と記述されている。
そして遠江に信玄本隊が侵攻すると、北遠江で勢威を振るっていた家康の与党・天野景貫は信玄の勢威を恐れて即座に降伏し、信玄の道案内を務めた。10月13日、信玄は本隊を2隊に分け、5000ほどの1隊を重臣の馬場信春に預けて只深城を攻略させて二俣城に進撃させ、残る1万7000の信玄本隊は天方城・一宮城・飯田城・挌和城・向笠城など北遠江の徳川諸城をわずか1日で全て落とした。

### 一言坂・二俣城の戦い
徳川家康の陣営としては、三河国北方からは山県昌景が侵攻しているために、対応の兵力は動かせず、遠江国の兵力8000だけで対抗するしかなかった。武田軍の半数以下である。信玄の侵攻に対してこのまま動きを見せなければ、現状で徳川方の味方国人の動揺や離反は必至であり、10月14日に家康は信玄と戦うべく出陣した。しかし太田川の支流である三箇野川や一言坂で武田軍と衝突した徳川軍は、兵力の多寡により敗退した。家康の重臣の本多忠勝や大久保忠佐らの活躍もあって家康は無事に浜松城に撤退した。このときの本多忠勝の活躍は、信玄をして感嘆させるものであったと伝えられている。
10月15日、信玄本隊は匂坂城を攻略した。10月16日に、既に只深城を攻略して二俣城を包囲中の馬場信春の部隊と合流した。二俣城は遠江国の中央部に位置する要衝であった。しかもその名前の如く、天龍川と二俣川が合流する二俣の丘陵上に築かれた堅城であった。城主の中根正照は兵力で圧倒的に不利な立場でありながらも徹底抗戦を行ない、武田軍を苦しめた。しかし信玄の策略によって行なわれた「水攻め」（城を水没させる等ではなく、水の供給を断つ工作）により、水の手が断たれ、さらに三河国に侵攻していた山県昌景の部隊が信玄本隊に合流し包囲軍はさらに強硬になった。
11月下旬、織田に「武田軍が二俣城を囲んだ」という報が届いた（信長公記）。信長はすぐに佐久間信盛・平手汎秀・水野信元らを派遣した。
12月19日に正照は残存城兵の助命を条件にして開城し、浜松城に落ちていった。これにより、遠江国の大半が武田領となり、また遠江の国人・地侍の多くも武田軍の味方となった。織田の援軍が到着した時、二俣城はすでに落ちており、武田軍は次なる目標の堀江城を攻めていた（信長公記）。

### 三方ヶ原の戦い
徳川方には佐久間信盛・平手汎秀ら織田の援軍3000（織田軍記）～2万（甲陽軍鑑）が合流し、総勢1万1000～2万9000に増加していた。
信玄は信長本隊と戦うまでは兵力の損耗や長期戦を嫌ったと推測される。家康の居城であった浜松城は東西420メートル、南北250メートルに及ぶ巨郭であり、多くの曲輪に仕切られた堅城であり、攻略は容易ではなかった。
このため、信玄は浜松城の北5キロの地である追分に進出することで家康を挑発し、城から誘い出した。
12月22日に行なわれた三方ヶ原の戦いは、徳川織田の連合軍にとって不利な状況で開戦され、2時間で武田軍の勝利で終わった。武田軍の死者は200人。連合軍は平手汎秀をはじめ、中根正照・青木貞治・石川正俊・小笠原安次・小笠原安広（安次の子）・本多忠真・米津政信・大久保忠寄・鳥居忠広ら2000が死傷した。家康は山県昌景の追撃を受けたが、家臣の夏目吉信が身代わりとなっている間に浜松城に逃げ込んだと伝わる。
しかし家康の使った空城の計に疑念をもった山県昌景らは、浜松城までは攻撃しなかった。

### 三河侵攻
三方ヶ原で勝利した信玄はしかし、すぐには三河国に侵攻せず、浜名湖畔の堀江城を攻めたが、城主大沢基胤の抵抗と天候の悪化に伴って包囲を引き上げ、浜名湖北岸の刑部で越年した。刑部は三河・遠江国境から20キロ手前に位置する地点である。
年が明けて元亀4年（1573年）1月3日、信玄は進軍を再開し、遂に三河国へ侵攻した。先ず東三河の要衝である野田城を包囲した。
野田城は小規模な城であり、400ほどの城兵しかいなかった。城主の菅沼定盈は信玄の降伏勧告を拒絶して徹底抗戦を選択した。信玄は野田城攻めは力攻めで行わず、金堀衆に城の地下に通じる井戸を破壊させるという「水攻め」を行なった。2月10日野田城は降伏した。

### 撤退
野田城攻城戦に時間がかかった理由は、信玄の持病（肺結核、胃癌、甲州における風土病である日本住血吸虫症などの説あり）が急速に悪化したためとされるほか、松平記に拠れば、信玄が野田城を包囲している際に美しい笛の音に誘われて、本陣を出たところを徳川方の鳥居半四郎なる者に鉄砲で狙撃されて負傷したという巷説などがある。
このような信玄の遅々とした動きに疑念を抱いた織田信長は、三河戦線を放置し2月から敵勢力に対して反攻に転じた。重臣の柴田勝家や丹羽長秀・蜂屋頼隆・明智光秀に命じて2月26日に近江石山城の山岡景友を降伏させ、2月29日には今堅田城の六角義賢らを攻略した。
『甲陽軍鑑』に拠ると、このような信長の動きを知った信玄は、3月に重臣の馬場信春に東美濃国に侵攻させ、信長が率いる織田勢を破って岐阜城に追い払った、とされている。ただし上記の通り、この頃の信長本人は武田方を攻撃する戦線にはいない上、織田家中も明確な動きは見せていないため、甲陽軍鑑の記述は辻褄が合わないとされる。
信玄の病状は良くならず、全軍が駐屯したまま、大きな動きを見せることはなかった。4月に入り、病気療養を目的として甲府への全軍撤退か命じられた。4月12日、信玄は信濃国駒場で死去し、いわゆる武田信玄の西上作戦は頓挫することになった。

## 研究史
西上作戦について、後世の研究・評価においては先ず第一に、上洛を前提とした意図であるのか否か、が論点となっている。文書上においては足利義昭の信長討伐の御内書や『伊能文書』では織田信長を討つ好機であると述べているなど、畿内勢力に対して上洛を喧伝していたことが指摘されており、『甲陽軍鑑』においては「遠州・三河・美濃・尾張に発向して、存命の間に天下を取つて都に旗をたて、仏法・王法・神道・諸侍の作法を定め、政（まつりごと）をただしく執行（とりおこな）はんとの、信玄の望む是なり」と、信玄の目的が信長包囲網の形成に基づいた上洛であったものとしている。
一方で、西上作戦時点での信玄の狙いは上洛ではなく、遠江・三河平定であるという説もある。これは長年徳川家と続けていた局地戦闘の延長であり、畿内勢力への上洛の喧伝は政治工作であるとするものである。このように西上作戦の本質が徳川家との局地戦闘であったとする場合しかし、その究極の目的は織田信長が徳川家との同盟関係を破棄させること（武田軍の侵攻を受けている徳川氏からの救援要請に応えなかった場合、織田氏の名声が著しく失墜する）によって、織田氏が当時築きつつあった統一政権の柱石の一本を失わせることで、全国各地に軍団長のような身分で送っていた織田氏傘下の各武将の士気の低下をも招かせ、織田氏の家中からの空中分解も可能であり、中央での政治に深く関わる形で信長との対決も迫っていく狙いもあった、と大きく考える研究者もいる。
このように政治的駆け引きの側面も考えると、元亀年間の武田氏による遠江・三河侵攻の意図は「その裏側の意図」も考える必要があり、これらを巡る評価については上洛説・遠江領国化を目的とした局地戦説に大まかに分かれた上で、研究者各人の所論が展開され、自説発表の対象となっている。上洛説には渡辺世祐、奥野高廣、磯貝正義、染谷光廣、小和田哲男、柴辻俊六、平山優らによる所論があり、遠江領有を目的とした局地戦説は高柳光寿、須藤茂樹などがある。なお上洛説においても、上洛を前提とした信長打倒作戦であったとする見解や、局地戦説においても上洛を最終目的とする見解も見られ、研究者各人の説は多種多様である。
従来は、元亀2年（1571年）2月～4月にも武田信玄は信長包囲網に呼応するため三河・遠江に侵攻したといわれ、2万5000の軍を率いて三河・遠江に侵攻し、徳川方の属城であった野田城などいくつかの城を攻略したものの、長期間にわたって戦線を維持することはできず、特に要所・高天神城を落とせず間もなく甲斐へと撤退したとされてきた。しかし、2007年に鴨川達夫により元亀2年の三河・遠江侵攻の根拠とされた文書群の年代比定に関する誤りが指摘され、通説による武田氏の三河・遠江侵攻は西上作戦に際したものではなく、勝頼期の天正3年（1575年）の長篠の戦いの直前にあたる出来事であったことが指摘され、これは一定の承認を得ている。
鴨川の指摘を受けた上で近年では、元亀3年（1572年）以降の遠江・三河侵攻に関しても再検討が行われ、従来の信長包囲網に基づく上洛説・三河遠江領国化を目的とした局地戦説の視点だけでなく、「武田氏と朝廷・幕府・権門との外交論」、「戦国期室町将軍論」、「地域権力論」等の視点を取り入れた研究も展開されている。更に信玄の西上作戦の動機の1つとされていた足利義昭の御内書が出された年次についても元亀3年ではなく、元亀4年の誤りとする説も出されており、その説に従うと西上作戦とは無関係なだけでなく、義昭が信玄の死を知らずに出してしまった可能性も浮上してしまう。加えて、織田政権の研究家からも、義昭が信長討伐を決意したのは、元亀3年12月に信長から義昭に突きつけた「異見十七ヵ条」がきっかけであったとする説が出されており、この場合にはむしろ義昭の信長討伐の意向が西上作戦の一因だったのではなく、反対に西上作戦が一因となって義昭が信長討伐を決意したということになってしまう。
近年では鴨川達夫が西上作戦の位置付けに関して修正を行ったため、このテーマにおいても議論が行われている。
また、西上作戦における局所的なあるいは地域的な戦略についての研究も行われており、例えば平山優は、武田軍本隊と海賊衆の動きや武田軍が実際に攻略の対象とした堀江城・野田城の交通上の位置づけにより、武田軍の戦略は「浜松城と三河国及び織田領国との輸送路を抑えて兵站を断ち切ることで家康が浜松城を維持することを不可能にする」ものだったのではないか、とする説を提示している。